# Rathaus (Roth)

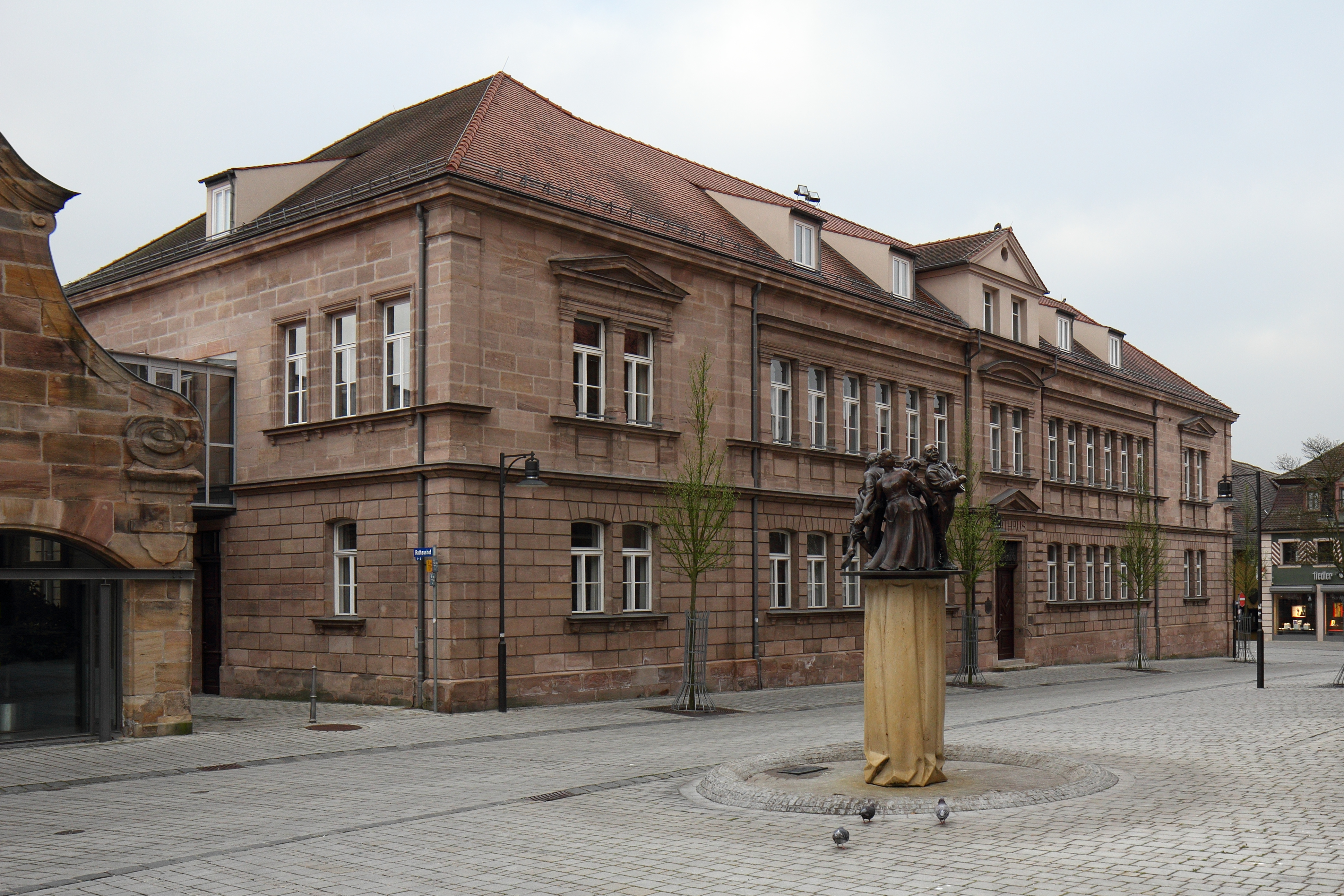
Rathaus in Roth

Das Rathaus in Roth, der Kreisstadt des mittelfränkischen Landkreises Roth in Bayern, wurde von 1878 bis 1880 errichtet. Das Rathaus am Kirchplatz 2 ist ein geschütztes Baudenkmal. 
Das ehemalige Schulgebäude wurde nach dem Brand von 1878 wieder aufgebaut. Es dient seit 1903 als Sitz der Stadtverwaltung.
Der ausgedehnte zweigeschossige Sandsteinquaderbau im Stil der Neorenaissance wurde von 1902 bis 1904 für die neue Nutzung umgebaut. Heute wird er durch einen modernen Erweiterungsbau ergänzt.